# Rejon orżycki
Rejon orżycki (ukr. О́ржицький райо́н, Orżyćkyj rajon) – dawna jednostka administracyjna w składzie obwodu połtawskiego Ukrainy, istniejąca w latach 1923-2020.
Powstał w 1923. Został zniesiony w 2020 poprzez przyłączenie do nowego rejonu łubieńskiego. Na terenie rejonu utworzono połączone hromady terytorialne – Orżycia i Nowoorżyćke.
Przed zniesieniem rejon miał powierzchnię 1000 km² i liczył około 30 tysięcy mieszkańców. Siedzibą władz rejonu była Orżycia.
W skład rejonu wchodziły dwie rady osiedlowe oraz 18 rad wiejskich, obejmujących 54 wsie.